# Xile a la Copa del Món de futbol
Aquest és el registre dels resultats de Xile a la Copa del Món. Xile no ha guanyat cap Copa del Món, ni n'ha estat mai finalista. El seu millor resultat és un tercer lloc: el 1962, quan van ser els amfitrions.

## Resum d'actuacions
Campions      Finalistes      Tercers      Quarts
Un requadre vermell indica que eren amfitrions del campionat.
| Historial a la Copa del Món | Historial a la Copa del Món | Historial a la Copa del Món | Historial a la Copa del Món | Historial a la Copa del Món | Historial a la Copa del Món | Historial a la Copa del Món | Historial a la Copa del Món | Historial a la Copa del Món |
| Edició                      | Ronda                       | Posició                     | PJ                          | PG                          | PE                          | PP                          | GF                          | GC                          |
| --------------------------- | --------------------------- | --------------------------- | --------------------------- | --------------------------- | --------------------------- | --------------------------- | --------------------------- | --------------------------- |
| 1930                        | Primera ronda               | 5s                          | 3                           | 2                           | 0                           | 1                           | 5                           | 3                           |
| 1934                        | Es retirà                   | Es retirà                   | Es retirà                   | Es retirà                   | Es retirà                   | Es retirà                   | Es retirà                   | Es retirà                   |
| 1938                        | Es retirà                   | Es retirà                   | Es retirà                   | Es retirà                   | Es retirà                   | Es retirà                   | Es retirà                   | Es retirà                   |
| 1950                        | Primera ronda               | 9s                          | 3                           | 1                           | 0                           | 2                           | 5                           | 6                           |
| 1954                        | No s'hi classificà          | No s'hi classificà          | No s'hi classificà          | No s'hi classificà          | No s'hi classificà          | No s'hi classificà          | No s'hi classificà          | No s'hi classificà          |
| 1958                        | No s'hi classificà          | No s'hi classificà          | No s'hi classificà          | No s'hi classificà          | No s'hi classificà          | No s'hi classificà          | No s'hi classificà          | No s'hi classificà          |
| 1962                        | Tercer lloc                 | 3s                          | 6                           | 4                           | 0                           | 2                           | 10                          | 8                           |
| 1966                        | Primera ronda               | 13s                         | 3                           | 0                           | 1                           | 2                           | 2                           | 5                           |
| 1970                        | No s'hi classificà          | No s'hi classificà          | No s'hi classificà          | No s'hi classificà          | No s'hi classificà          | No s'hi classificà          | No s'hi classificà          | No s'hi classificà          |
| 1974                        | Primera ronda               | 11s                         | 3                           | 0                           | 2                           | 1                           | 1                           | 2                           |
| 1978                        | No s'hi classificà          | No s'hi classificà          | No s'hi classificà          | No s'hi classificà          | No s'hi classificà          | No s'hi classificà          | No s'hi classificà          | No s'hi classificà          |
| 1982                        | Primera ronda               | 22s                         | 3                           | 0                           | 0                           | 3                           | 3                           | 8                           |
| 1986                        | No s'hi classificà          | No s'hi classificà          | No s'hi classificà          | No s'hi classificà          | No s'hi classificà          | No s'hi classificà          | No s'hi classificà          | No s'hi classificà          |
| 1990                        | No s'hi classificà          | No s'hi classificà          | No s'hi classificà          | No s'hi classificà          | No s'hi classificà          | No s'hi classificà          | No s'hi classificà          | No s'hi classificà          |
| 1994                        | Sancionada                  | Sancionada                  | Sancionada                  | Sancionada                  | Sancionada                  | Sancionada                  | Sancionada                  | Sancionada                  |
| 1998                        | Vuitens de final            | 16s                         | 4                           | 0                           | 3                           | 1                           | 5                           | 8                           |
| 2002                        | No s'hi classificà          | No s'hi classificà          | No s'hi classificà          | No s'hi classificà          | No s'hi classificà          | No s'hi classificà          | No s'hi classificà          | No s'hi classificà          |
| 2006                        | No s'hi classificà          | No s'hi classificà          | No s'hi classificà          | No s'hi classificà          | No s'hi classificà          | No s'hi classificà          | No s'hi classificà          | No s'hi classificà          |
| 2010                        | Vuitens de final            | 10s                         | 4                           | 2                           | 0                           | 2                           | 3                           | 5                           |
| 2014                        | Vuitens de final            | 9s                          | 4                           | 2                           | 1                           | 1                           | 6                           | 4                           |
| 2018                        | No s'hi classificà          | No s'hi classificà          | No s'hi classificà          | No s'hi classificà          | No s'hi classificà          | No s'hi classificà          | No s'hi classificà          | No s'hi classificà          |
| 2022                        | No s'hi classificà          | No s'hi classificà          | No s'hi classificà          | No s'hi classificà          | No s'hi classificà          | No s'hi classificà          | No s'hi classificà          | No s'hi classificà          |
| 2026                        | Pendent                     | Pendent                     | Pendent                     | Pendent                     | Pendent                     | Pendent                     | Pendent                     | Pendent                     |
| 2030                        | Pendent                     | Pendent                     | Pendent                     | Pendent                     | Pendent                     | Pendent                     | Pendent                     | Pendent                     |
| 2034                        | Pendent                     | Pendent                     | Pendent                     | Pendent                     | Pendent                     | Pendent                     | Pendent                     | Pendent                     |
| Total                       | Tercer lloc                 | Tercer lloc                 | 33                          | 11                          | 7                           | 15                          | 40                          | 49                          |

## Uruguai 1930

### Primera fase: Grup 1
| Pos | Equip     | PJ | PG | PE | PP | GF | GC | DG | Pts | Classificació       |
| --- | --------- | -- | -- | -- | -- | -- | -- | -- | --- | ------------------- |
| 1   | Argentina | 3  | 3  | 0  | 0  | 10 | 4  | +6 | 6   | Avança a semifinals |
| 2   | Xile      | 3  | 2  | 0  | 1  | 5  | 3  | +2 | 4   |                     |
| 3   | França    | 3  | 1  | 0  | 2  | 4  | 3  | +1 | 2   |                     |
| 4   | Mèxic     | 3  | 0  | 0  | 3  | 4  | 13 | −9 | 0   |                     |

| Xile                                | 3–0     | Mèxic |
| ----------------------------------- | ------- | ----- |
| Vidal 3', 65' · M. Rosas 52' (p.p.) | Informe |       |

| Xile         | 1–0     | França |
| ------------ | ------- | ------ |
| Subiabre 67' | Informe |        |

| Argentina                          | 3–1     | Xile         |
| ---------------------------------- | ------- | ------------ |
| Stábile 12', 13' · M. Evaristo 51' | Informe | Subiabre 15' |

## Brasil 1950

### Primera fase: Grup 2
| Pos | Equip        | PJ | PG | PE | PP | GF | GC | DG | Pts | Classificació           |
| --- | ------------ | -- | -- | -- | -- | -- | -- | -- | --- | ----------------------- |
| 1   | Espanya      | 3  | 3  | 0  | 0  | 6  | 1  | +5 | 6   | Avança a la segona fase |
| 2   | Anglaterra   | 3  | 1  | 0  | 2  | 2  | 2  | 0  | 2   |                         |
| 3   | Xile         | 3  | 1  | 0  | 2  | 5  | 6  | −1 | 2   |                         |
| 4   | Estats Units | 3  | 1  | 0  | 2  | 4  | 8  | −4 | 2   |                         |

| Anglaterra                  | 2–0     | Xile |
| --------------------------- | ------- | ---- |
| Mortensen 39' · Mannion 51' | Informe |      |

| Espanya                | 2–0     | Xile |
| ---------------------- | ------- | ---- |
| Basora 17' · Zarra 30' | Informe |      |

| Xile                                                      | 5–2     | Estats Units                |
| --------------------------------------------------------- | ------- | --------------------------- |
| Robledo 16' · Cremaschi 32', 60' · Prieto 54' · Riera 82' | Informe | Wallace 47' · Maca 48' (p.) |

## Xile 1962

### Primera fase: Grup 2
| Pos | Equip               | PJ | PG | PE | PP | GF | GC | GR    | Pts | Classificació           |
| --- | ------------------- | -- | -- | -- | -- | -- | -- | ----- | --- | ----------------------- |
| 1   | Alemanya Occidental | 3  | 2  | 1  | 0  | 4  | 1  | 4,000 | 5   | Avança a la segona fase |
| 2   | Xile                | 3  | 2  | 0  | 1  | 5  | 3  | 1,667 | 4   | Avança a la segona fase |
| 3   | Itàlia              | 3  | 1  | 1  | 1  | 3  | 2  | 1,500 | 3   |                         |
| 4   | Suïssa              | 3  | 0  | 0  | 3  | 2  | 8  | 0,250 | 0   |                         |

| Xile                              | 3–1     | Suïssa      |
| --------------------------------- | ------- | ----------- |
| L. Sánchez 44', 55' · Ramírez 51' | Informe | Wüthrich 6' |

| Xile                   | 2–0     | Itàlia |
| ---------------------- | ------- | ------ |
| Ramírez 73' · Toro 87' | Informe |        |

| Alemanya Occidental               | 2–0     | Xile |
| --------------------------------- | ------- | ---- |
| Szymaniak 21' (pen.) · Seeler 82' | Informe |      |

### Segona fase

#### Quarts de final
| Xile                       | 2–1     | Unió Soviètica |
| -------------------------- | ------- | -------------- |
| L. Sánchez 11' · Rojas 29' | Informe | Chislenko 26'  |

#### Semifinals
| Brasil                            | 4–2     | Xile                           |
| --------------------------------- | ------- | ------------------------------ |
| Garrincha 9', 32' · Vavá 47', 78' | Informe | Toro 42' · L. Sánchez 61' (p.) |

#### Partit pel tercer lloc
| Xile      | 1–0     | Iugoslàvia |
| --------- | ------- | ---------- |
| Rojas 90' | Informe |            |

## Anglaterra 1966

### Primera fase: Grup 4
| Pos | Equip          | PJ | PG | PE | PP | GF | GC | GR    | Pts | Classificació           |
| --- | -------------- | -- | -- | -- | -- | -- | -- | ----- | --- | ----------------------- |
| 1   | Unió Soviètica | 3  | 3  | 0  | 0  | 6  | 1  | 6,000 | 6   | Avança a la segona fase |
| 2   | Corea del Nord | 3  | 1  | 1  | 1  | 2  | 4  | 0,500 | 3   | Avança a la segona fase |
| 3   | Itàlia         | 3  | 1  | 0  | 2  | 2  | 2  | 1,000 | 2   |                         |
| 4   | Xile           | 3  | 0  | 1  | 2  | 2  | 5  | 0,400 | 1   |                         |

| Itàlia                   | 2–0     | Xile |
| ------------------------ | ------- | ---- |
| Mazzola 8' · Barison 88' | Informe |      |

| Xile            | 1–1     | Corea del Nord    |
| --------------- | ------- | ----------------- |
| Marcos 26' (p.) | Informe | Pak Seung-zin 88' |

| Unió Soviètica    | 2–1     | Xile       |
| ----------------- | ------- | ---------- |
| Porkuyan 28', 85' | Informe | Marcos 32' |

## Alemanya Occidental 1974

### Primera fase: Grup 1
| Pos | Equip               | PJ | PG | PE | PP | GF | GC | DG | Pts | Classificació           |
| --- | ------------------- | -- | -- | -- | -- | -- | -- | -- | --- | ----------------------- |
| 1   | Alemanya Oriental   | 3  | 2  | 1  | 0  | 4  | 1  | +3 | 5   | Avança a la segona fase |
| 2   | Alemanya Occidental | 3  | 2  | 0  | 1  | 4  | 1  | +3 | 4   | Avança a la segona fase |
| 3   | Xile                | 3  | 0  | 2  | 1  | 1  | 2  | −1 | 2   |                         |
| 4   | Austràlia           | 3  | 0  | 1  | 2  | 0  | 5  | −5 | 1   |                         |

| Alemanya Occidental | 1–0     | Xile |
| ------------------- | ------- | ---- |
| Breitner 18'        | Informe |      |

| Xile        | 1–1     | Alemanya Oriental |
| ----------- | ------- | ----------------- |
| Ahumada 69' | Informe | Hoffmann 55'      |

| Austràlia | 0–0     | Xile |
| --------- | ------- | ---- |
|           | Informe |      |

## Espanya 1982

### Primera fase: Grup 2
| Pos | Equip               | PJ | PG | PE | PP | GF | GC | DG | Pts | Classificació           |
| --- | ------------------- | -- | -- | -- | -- | -- | -- | -- | --- | ----------------------- |
| 1   | Alemanya Occidental | 3  | 2  | 0  | 1  | 6  | 3  | +3 | 4   | Avança a la segona fase |
| 2   | Àustria             | 3  | 2  | 0  | 1  | 3  | 1  | +2 | 4   | Avança a la segona fase |
| 3   | Algèria             | 3  | 2  | 0  | 1  | 5  | 5  | 0  | 4   |                         |
| 4   | Xile                | 3  | 0  | 0  | 3  | 3  | 8  | −5 | 0   |                         |

| Xile | 0–1     | Àustria       |
| ---- | ------- | ------------- |
|      | Informe | Schachner 21' |

| Alemanya Occidental                    | 4–1     | Xile        |
| -------------------------------------- | ------- | ----------- |
| Rummenigge 9', 57', 66' · Reinders 81' | Informe | Moscoso 90' |

| Algèria                       | 3–2     | Xile                            |
| ----------------------------- | ------- | ------------------------------- |
| Assad 7', 31' · Bensaoula 35' | Informe | Neira 59' (pen.) · Letelier 73' |